# بيل مودي
بيل مودي (بالإنجليزية: Bill Moody)‏ (1941، ويب سيتي في الولايات المتحدة - 14 يناير 2018، فاليجو في الولايات المتحدة)؛ موسيقي، كاتب، مؤلف وروائي أمريكي.

## روابط خارجية
- بيل مودي على موقع ميوزك برينز (الإنجليزية)